# Ode Ober
Ode Ober is een korte film van schrijfster-regisseur Hiba Vink, waarin de hoofdrol wordt vertolkt door Joop Keesmaat, winnaar van de Louis d'Or 2006. 

## Onderwerp
Deze korte fictiefilm vertelt het verhaal van de archetypische ober, met niets anders bezig dan het verstrekken van spijs en drank aan volmaakte vreemdelingen. Zijn geprevelde draaikolk van accurate observaties verraadt een in de loop van jaren opgedane alwetendheid aangaande de voorkeuren en karaktereigenschappen van zijn klanten. Op een anderszins volstrekt normale dag doet iets hem de mogelijkheid overwegen van (een) leven voorbij de deuren van het restaurant. Ode Ober biedt een glimp van het welhaast mystieke universum van de dienende mens.

## Financiering
De film is tot stand gebracht door Pal AV - motion pictures, met financiële steun van het Thuiskopiefonds, NSG Works en anderen.

## Rollen
Overige rollen van onder meer Roelant Radier, Nelleke Zitman, Hunter Bussemaker, Dion Vincken, Arjen Lubach en Stephan Evenblij. 

## Prijzen, vertoningen en nominaties
- 2008: Internationaal Filmfestival Rotterdam, première
- 2008: Short Film Corner Filmfestival Cannes
- 2008: NFTVM 'VERS' Publieksprijs
- 2008: Manhattan Short Film Festival, winnaar prijs voor Best Editing
- 2008: Nederlands Film Festival, Utrecht
- 2008: Jordan Film Festival, Amman, Jordanië
- 2008: Leids Film Festival
- 2008: filmhuis De Fabriek, Zaanstad (voorfilm "Het zusje van Katia")
- 2008: art gallery <TAG>, Den Haag
- 2009: Cultural Rag festival, Maastricht
- 2009: I've Seen Films festival, Milaan, Italië + distributie en internet competitie
- 2009: Big Bear Lake International Film Festival (Californië), U.S.A.
- 2009: 540 Film Fest, Fayetteville (Arkansas), U.S.A.

## Crew
- Camera: Wouter Westendorp
- Opnameleiding: Marijn Braad
- Art-direction: Koert Scholman
- Licht: Erik de Wildt
- Geluid: Cees van der Knaap en Alex Tugushin
- Montage: Annelies van Woerden
- Muziek: Frank Wienk
- Productie: Jos van der Pal
- Productieleiding: Saskia van der Tas
- Regie-assistentie en post-productie coördinatie: Dany Delvoie